# Dolichopteridae
Famille
Genres de rang inférieur
- † Clarkeipterus  Kjellesvig-Waering, 1966
- † Dolichopterus Hall, 1859
- † Malongia Wang et al, 2022
- † Ruedemannipterus Kjellesvig-Waering 1966

Les Dolichopteridae sont une famille d’euryptérides. Ces arthropodes fossiles sont essentiellement connus au Silurien, bien que des spécimens à l’attribution discutée puisse étendre leur distribution stratigraphique au Dévonien inférieur,.

## Description
Ces euryptérides de taille petite à moyenne sont caractérisés par un exosquelette à la surface lisse ou bien couverte de pustules ou d’écailles semi-circulaires. Les yeux composés latéraux sont arqués et situés sur la partie antérieure du prosome (tagme avant portant les yeux, la bouche et les pattes). Les segments du métasome (partie postérieure de l'opisthosome/abdomen) sont dotés de projections latérales appelées épimères. Le telson (dernier segment du corps après l'opisthosome) est lancéolé. Les chélicères sont de petite taille et les trois premières paires d'appendices locomoteurs sont robustes, avec des épines fortes. Comme chez les autres euryptérines, les articles distaux de la cinquième paire d'appendices sont élargis, formant une palette natatoire. L'appareil génital mâle est allongé. 4 genres sont attribués à cette famille,:

### DolichopterusHall, 1859
Genre type de la famille, Dolichopterus est le Dolichopteridae le plus fréquent, connu en Suède (D. gotlandicus), en Angleterre (D. bulbosus) et aux États-Unis (D. macrocheirus, D. jewetti, D. herkimerensis, D. siluriceps, D. asperatus),. Il apparaît dans le Sheinwoodien de Suède puis est abondant dans le Pridoli des Etats-Unis et d’Angleterre. Son extension stratigraphique est potentiellement prolongée jusqu’au Praguien de l’Ohio, mais l’identification de ces spécimens dévoniens est incertaine,. De taille moyenne (environ 25-30 centimètres à maturité), Dolichopterus a historiquement été un genre fourre-tout pour les Dolichopteridae, faisant que la plupart des critères généraux permettant de l’identifier sont synonymes avec ceux de la famille, mais quelques caractères importants sont à relever. Le prosome est sub-carré avec une marge antérieure aux angles arrondis et les marges des palettes natatoires de la cinquième paire de pattes portent des serrassions sur tous les articles. La surface de l’exosquelette est généralement lisse. L'avant dernière paire de pattes est elle aussi modifiée en un début de palette natatoire, un caractère assez marquant pour être mentionné. Les marges latérales du prosome sont aussi assez droites chez Dolichopterus, permettant de le différencier de Malongia. D’autres caractères plus fins comme la morphologie des pièces masticatrices, du métastome ou encore des pattes permettent d’isoler ce genre au sein des Dolichopteridae, en addition de son aspect général en faisant le Dolichopteridae le plus similaire au physique type d'un euryptérine plutôt que de celui d'un stylonurine.

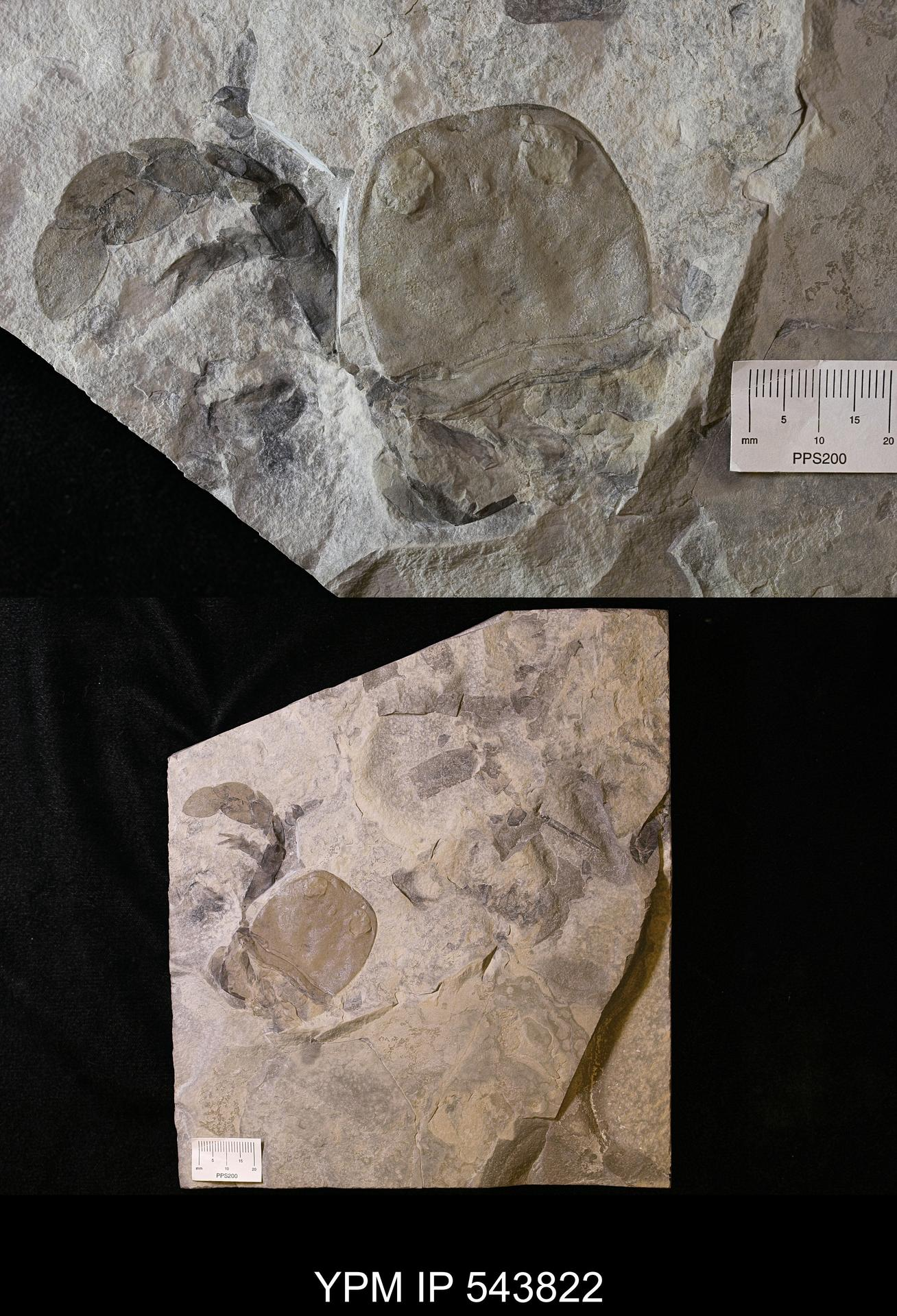
Un prosome et une palette natatoire d'un Dolichopterus sp.
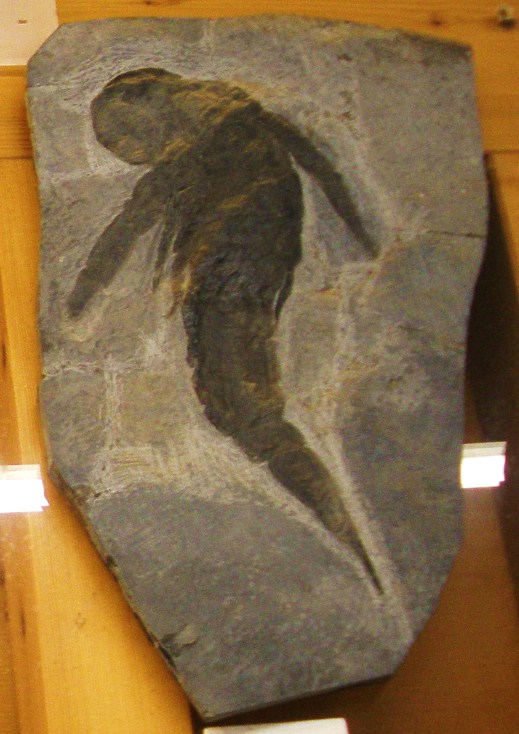
Spécimen fossile de Dolichopterus macrocheirus.
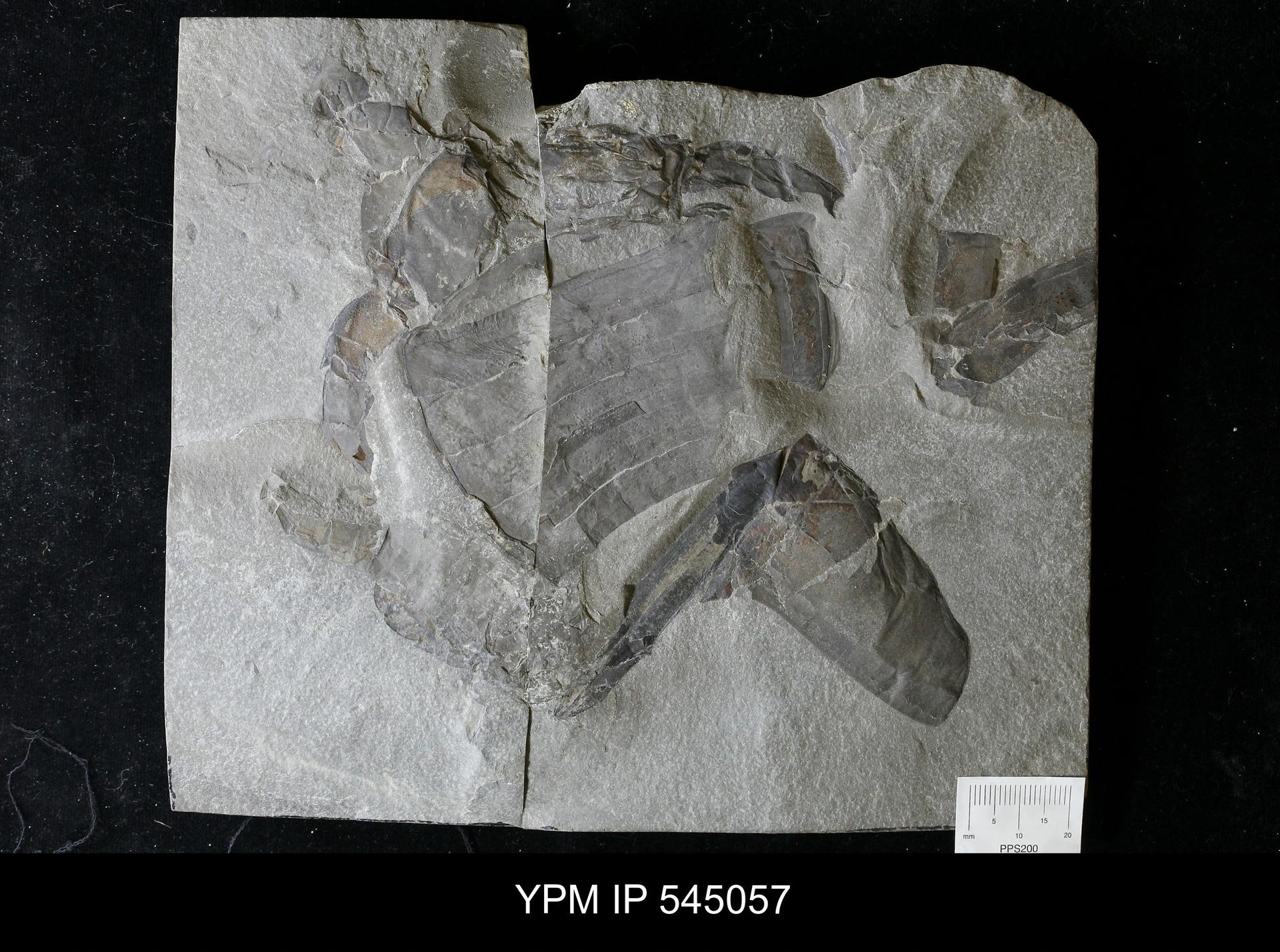
Spécimen fossile de Dolichopterus macrocheirus.
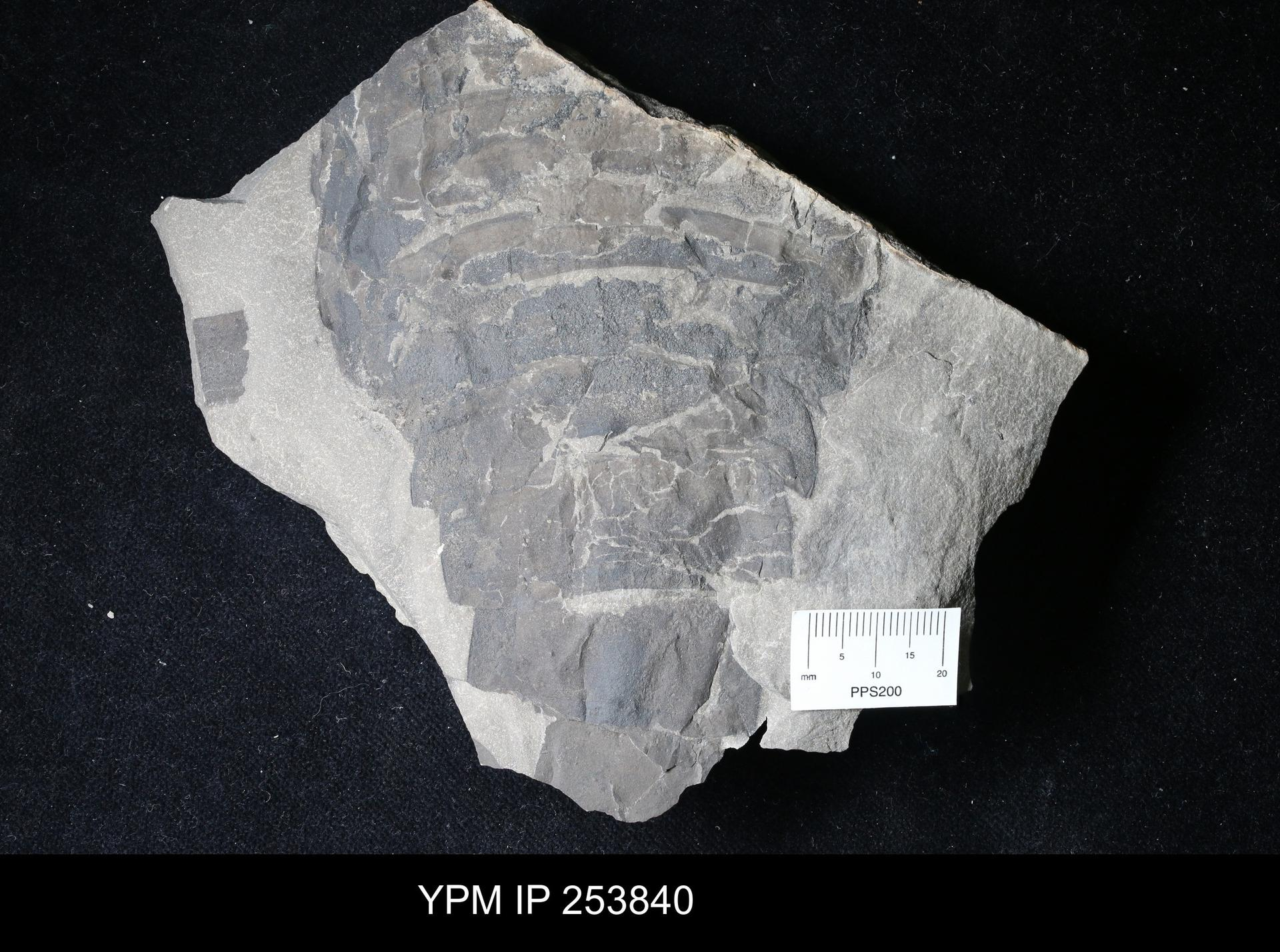
Un opisthosome incomplet de Dolichopterus macrocheirus.

### ClarkeipterusKjellesvig-Waering 1966

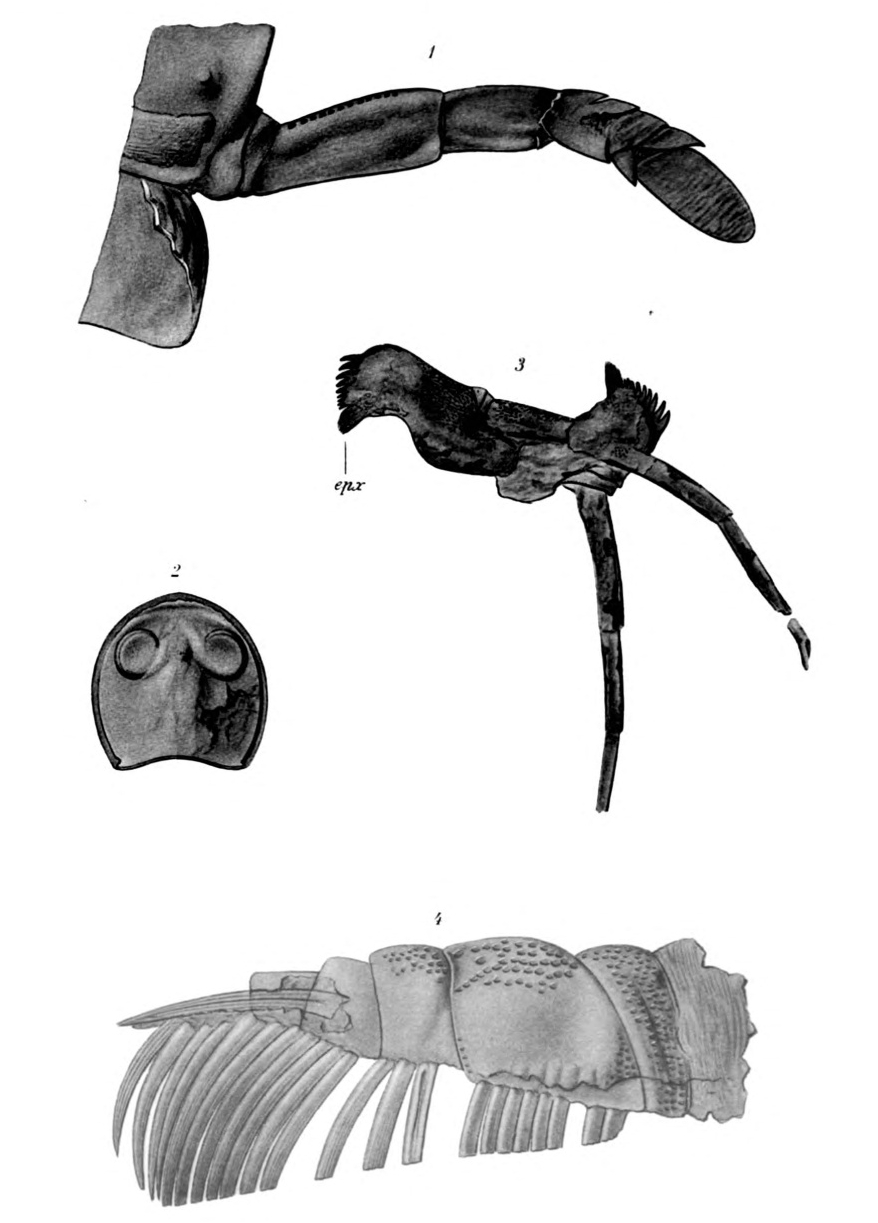
Restes de Clarkeipterus testudineus en 1 et 2 : 1. Palette natatoire, 2. Prosome en vue dorsale.

Ce petit euryptéride est connu par deux espèces, toutes les deux du Silurien de la Formation de Bertie : C. testudineus et C. otisius,,. Elles ont en commun un prosome dorsalement en forme de spatule, à l’extrémité antérieure triangulaire et à la base postérieure procurvée. Contrairement aux autres Dolichopteridae, les yeux composés latéraux de Clarkeipterus ne sont pas parallèles entre eux mais convergent légèrement en direction de l’avant. Ces yeux sont de grande taille, situés sur la moitié antérieure du prosome, en forme de croissant et sont situés sur des lobes palpébraux de grande taille et circulaires. Les yeux médians simples (=ocelles) sont situés entre les yeux latéraux. A l’exception des palettes natatoires plutôt graciles, le reste du corps est peu connu et les restes décrits montrent une faible ornementation de l’exosquelette. C’est un genre rare dans les gisements où il est retrouvé, connu par peu de spécimens. Ses espèces étaient incluses au début du XXe siècle dans les genres Dolichopterus et Kiaeropterus,. Le genre est nommé en hommage à John M. Clarke, figure emblématique des travaux de recherches sur les euryptérides pour ses contributions sur les taxons de l'État de New York au début du XXe siècle.

### RuedemannipterusKjellesvig-Waering, 1966

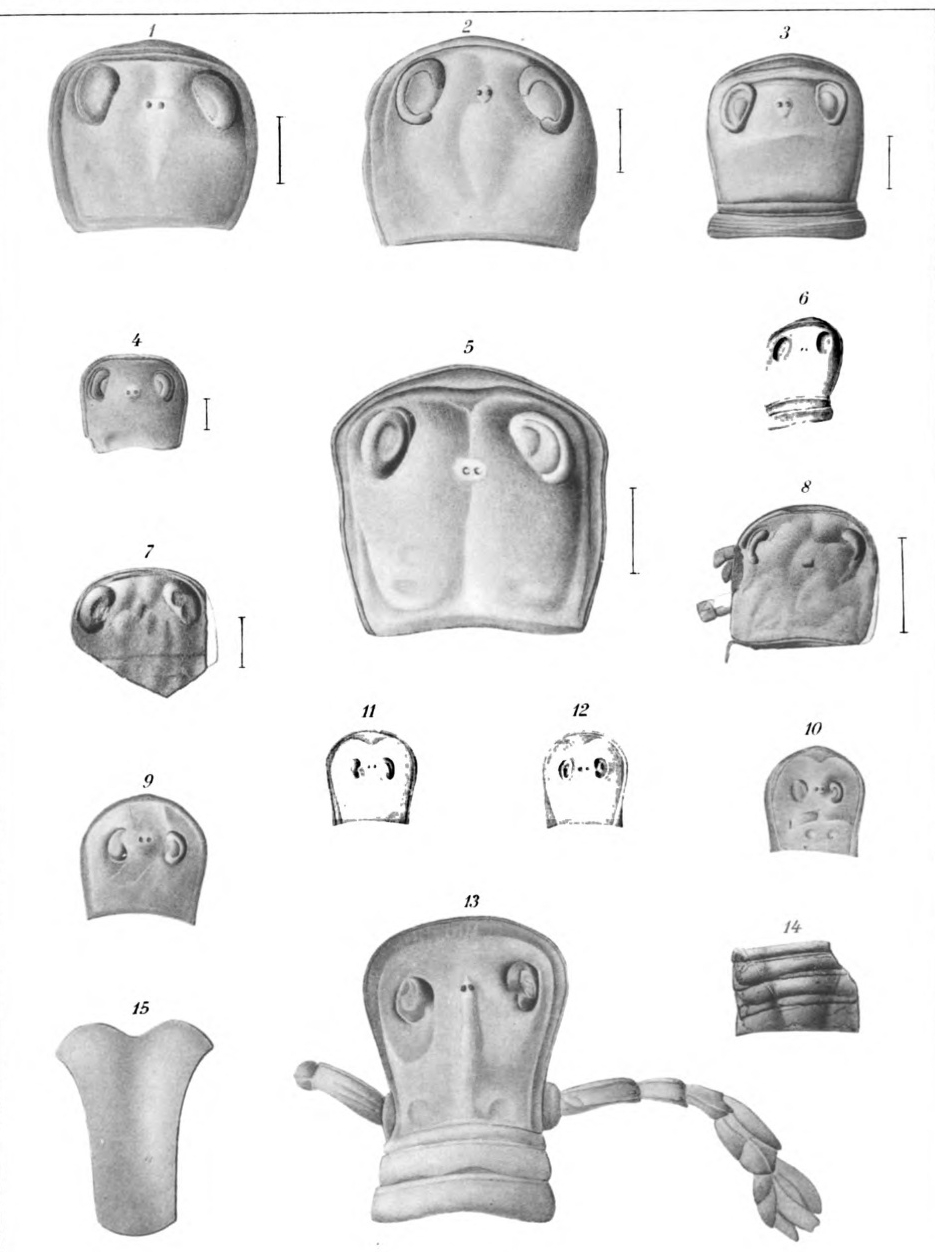
Restes de Ruedemannipterus stylonuroides.

Retrouvé dans le Silurien de New York et de Pennsylvanie et nommé par Erik Norman Kjellesvig-Waering en 1966, c’est un Dolichopteridae de petite taille aisément différenciable des autres membres de la famille. Le prosome est plus long que large et l’avant du tagme est significativement plus large que le reste du prosome. Les yeux latéraux sont larges et parallèles l’un par rapport à l’autre, montés sur des lobes à la périphérie antérieure du prosome. Les appendices locomoteurs sont inconnus, à l’exception de la cinquième paire de pattes, modifiées en palette natatoires. De manière similaire à Dolichopterus, la surface de l’exosquelette est globalement lisse. Contrairement aux autres Dolichopteridae, le corps (tout particulièrement le mésosome) est particulièrement effilé et la palette natatoire de petite taille, lui donnant un aspect similaire à certains stylonurines. Le genre est nommé en hommage à Rudolf Ruedemann, collègue de John Clarke et qui a apporté d’importantes contributions aux connaissances sur les chélicérates. Une seule espèce est connue, Ruedemannipterus stylonuroides, au départ placé dans le genre Dolichopterus en 1912.

### MalongiaWanget al., 2022
Connu d’un unique spécimen sub-adulte ou adulte, il s’agit du premier et pour l'instant seul Dolichopteridae découvert en dehors des Etats-Unis ou de l’Europe. Provenant de la Formation de Xiaxishancun dans la province du Yunnan en Chine, l'holotype est une mue conservé en vue ventrale (des détails comme la morphologie des yeux ne sont donc pas documentés) et l'extrémité de l'opisthosome est absente. La morphologie des chélicères est inconnue, ces appendices n'étant pas préservés. Très semblable à Dolichopterus, Malongia n'en diffère que par quelques caractères. Les épines des pattes sont moins homogènes avec une épine plus développée que ses voisines par article, la morphologie du métastome diffère sur quelques détails et l'appareil génital consiste en une pièce basale cylindrique suivie de deux lames allongées non-ornementés de plaques ou de protubérances. La partie dorsale de certains segments de l'opisthosome est visible dû à la compression du fossile, mais ne porte pas de détails assez significatifs pour être utiles à l'identification du genre.

## Classification et phylogénie

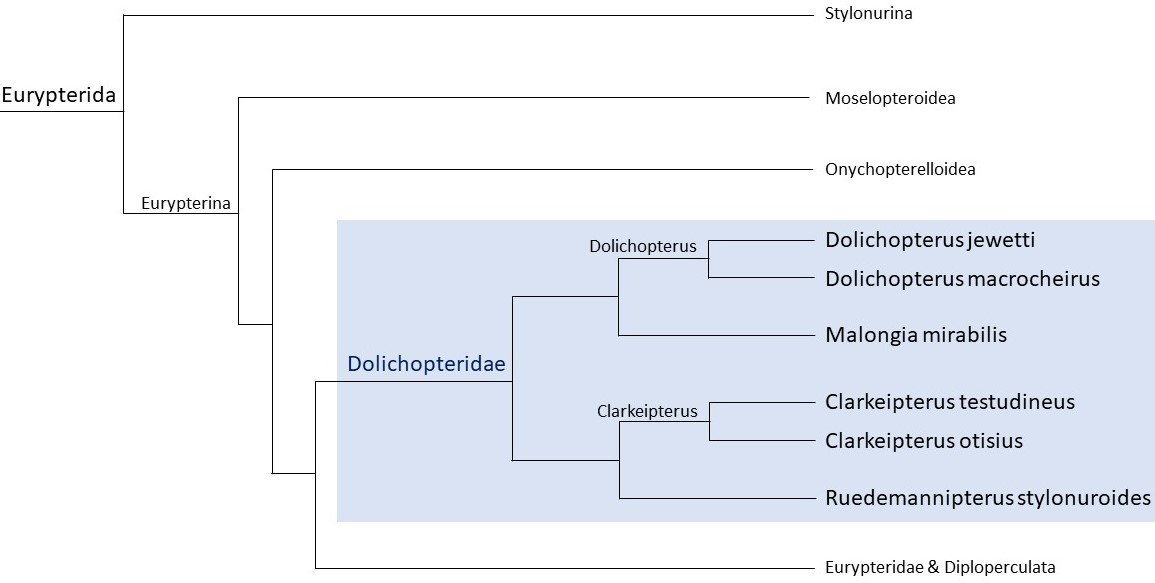
Cladogramme synthétisant la place des Dolichopteridae dans les euryptérides et leur phylogénie interne d'après Lamsdell et al. (2013) et Wang et al. (2022)

La place des Dolichopteridae au sein des euryptérides a fait l’objet de plusieurs modifications au fil des décennies. D’abord placés dans le sous-ordre Stylonurina, la plupart des travaux récents les considèrent comme des euryptérines,,,. Ils font partie des Eurypteroidea, une super-famille paraphylétique incluant entre autres le genre plus connu d’Eurypteridae Eurypterus. Les Dolichopteridae intégraient auparavant Strobilopterus, placé désormais avec d’autres euryptérides dans une famille à part, celle des Strobilopteridae. Cette proximité a été retrouvée dans des analyses phylogénétiques en 2013, Dolichopteridae et Strobilopteridae étant vraisemblablement des groupes frères.
Les relations internes des Dolichopteridae ont été peu étudiées et notre compréhension de ces dernières repose sur quelques analyses phylogénétiques et la comparaison de la morphologie des genres de la famille. Ruedemannipterus et Clarkeipterus semblent être plus proches l'un de l'autre. Malongia est similaire en de nombreux points à Dolichopterus, indiquant un possible lien de parenté plus étroit entre ces deux genres qu’avec le reste des Dolichopteridae.

### Systématique des Dolichopteridae
Liste des taxons inclus dans la famille des Dolichopteridae,:
- † Clarkeipterus Kjellesvig-Waering 1966 : † Clarkeipterus testudineus (Clarke & Ruedeman, 1912), † Clarkeipterus otisius (Clarke, 1907)
- † Dolichopterus Hall, 1859 : † Dolichopterus asperatus Kjellesvig-Waering, 1961, † Dolichopterus bulbosus Kjellesvig-Waering, 1961, † Dolichopterus gotlandicus Kjellesvig-Waering, 1979, † Dolichopterus herkimerensis Caster & Kjellesvig-Waering, 1956, † Dolichopterus jewetti Caster & Kjellesvig-Waering, 1956, † Dolichopterus macrocheirus Hall, 1859, † Dolichopterus siluriceps Clarke & Ruedemann, 1912
- † Malongia Wang et al., 2022 : † Malongia mirabilis Wang et al., 2022

- † Ruedemannipterus Kjellesvig-Waering 1966 : † Ruedemannipterus stylonuroides (Clarke & Ruedemann, 1912)

## Distribution et écologie

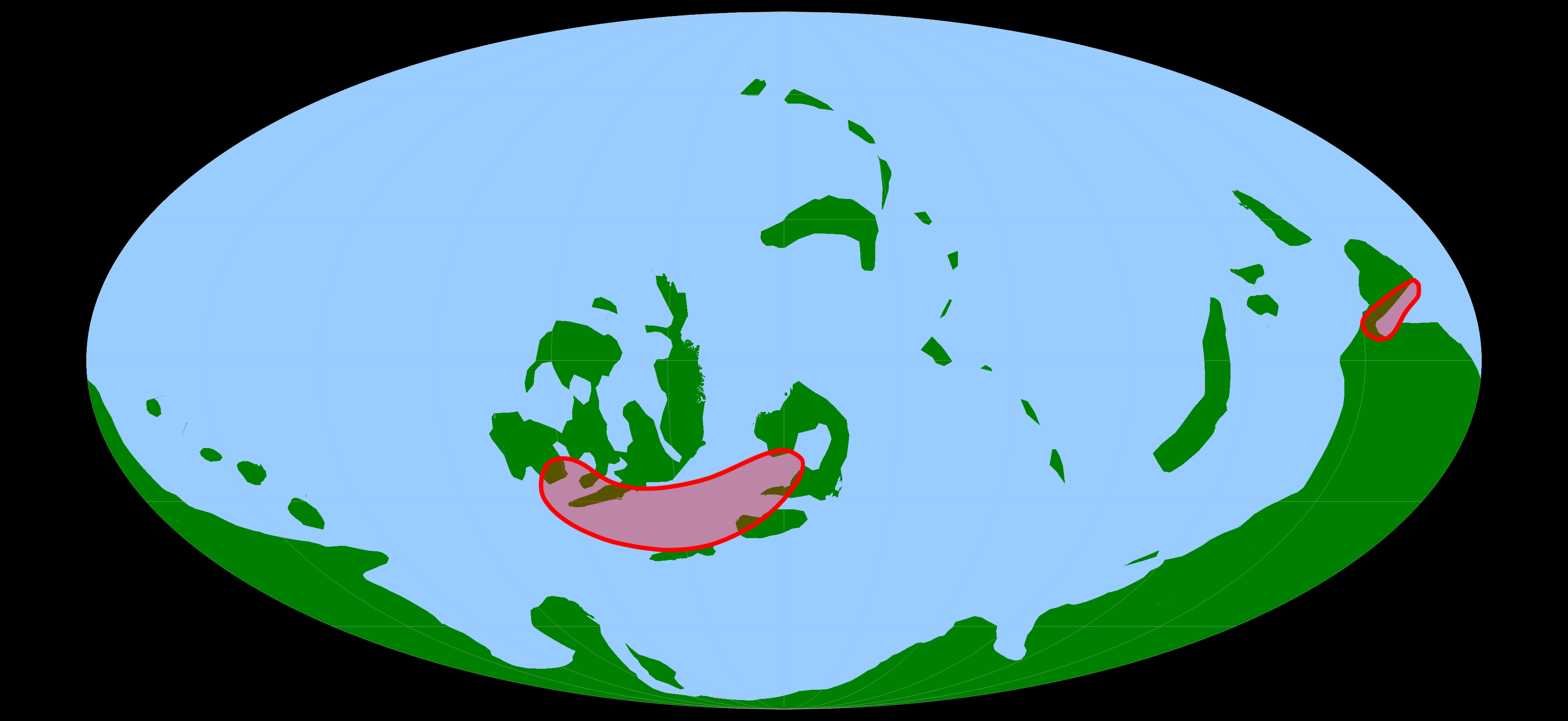
Distribution paléogéographique des taxons de Dolichopteridae connus d'après Wang et al. (2022).

La plupart des fossiles de Dolichopteridae sont retrouvés en Angleterre, en Suède et dans la moitié nord des Etats-Unis,, correspondant aux domaines côtiers et épicontinentaux des anciens continents Baltica et Laurentia. Ils font également partie des groupes d’euryptérides à s’être étendu dans les mers épicontinentales du Gondwana avec Malongia mirabilis, la Chine faisant partie du supercontinent austral au Silurien. Les Dolichopteridae font partie des nombreuses familles d’euryptérides à s’éteindre rapidement pendant le Dévonien,.
Les épines des pattes des Dolichopteridae devaient probablement (comme supposé pour les autres euryptérides) être impliquées dans la capture et le maintien des proies. L’absence de spécialisation des épines en fonction de leur place sur les membres tend à ranger les Dolichopteridae dans la catégorie des euryptérides généralistes (prédateurs comme charognards), contrairement à des groupes plus spécialisés comme les Megalograptidae ou les Pterygotidae. Le développement de la palette natatoire au fil de l’évolution de la famille (qui devient particulièrement grande chez Dolichopterus) suggère une spécialisation à une nage propulsée par les membres convergente à celle d’autres taxons d'Eurypteroidea comme Eurypterus.

## Publication originale
- Kjellesvig-Waering & Størmer L., 1952. The Dolichopterus-Strobilopterus group in the Eurypterida. Journal of Paleontology 26, p. 659·661.